# Joseph Anton Sommer
Joseph Anton Sommer (podle jiného zdroje Johann Anton Sommer; 1711, Olomouc – 5. dubna 1769, Olomouc) držel v letech 1742–1769 post profesora práva olomoucké univerzity a Stavovské akademie, přičemž předtím byl moravským zemským advokátem.

## Život
Sommer studoval na Univerzitě v Olomouci a v Praze, kde se stal doktorem práva v roce 1735 (doktorská práce Rixa quotidiana ac hodie frequens de limitibus). Poté praktikoval u moravského finančního prokurátora (Kammerprokurator) Patzelta.
Sommer vyučoval na právnické profesuře olomoucké univerzity od roku 1742 jako suplant, od roku 1746 jako řádný profesor. Přednášel civilní právo (ius civile) a kanonické právo (ius canonicum), konkrétně Instituce podle Schambogenova komentáře, pandectas a decretales papeže Řehoře IX. podle komentáře Heinricha Zoesia. Na místě vyučujícího civilního a kanonického práva ho předcházel prof. František Šimkovský. V roce 1769 jej vystřídal Johann Nepomuk Kniebandl von Ehrenzweig. Od roku 1760 byl spolu s Bösensellem vlivným členem studijní komise.
V době Sommerova působení probíhaly přednášky kanonického práva pro studenty práva a teologie odděleně. K jejich sloučení došlo až za působení Sommerova nástupce v roce 1771.